# Suman Deodhar
Suman Deodhar (* 1930, verheiratete Suman Athavale) ist eine ehemalige indische Badmintonspielerin. Sie ist die Tochter der indischen Cricket-Legende Dinkar Balwant Deodhar. Tara Deodhar und Sunder Deodhar sind ihre Schwestern.

## Karriere
Suman Deodhar gewann 1946 erstmals einen indischen Meistertitel. Sie siegte dabei im Damendoppel mit ihrer Schwester Sunder Deodhar. 1947 gewann sie unter internationaler Beteiligung an den Meisterschaften erneut den Doppeltitel und auch den Titel im Mixed mit dem Dänen Tage Madsen. 1951 war sie erneut im Doppel erfolgreich und auch erstmals im Einzel gefolgt von einem weiteren Sieg 1954 im Doppel.

## Sportliche Erfolge
| Saison | Veranstaltung                 | Disziplin   | Platz | Name                              |
| ------ | ----------------------------- | ----------- | ----- | --------------------------------- |
| 1946   | Indien: Einzelmeisterschaften | Damendoppel | 1     | Suman Deodhar / Sunder Deodhar    |
| 1947   | Indien: Einzelmeisterschaften | Mixed       | 1     | Tage Madsen / Suman Deodhar       |
| 1947   | Indien: Einzelmeisterschaften | Damendoppel | 1     | Suman Deodhar / Sunder Deodhar    |
| 1951   | Indien: Einzelmeisterschaften | Dameneinzel | 1     | Suman Deodhar                     |
| 1951   | Indien: Einzelmeisterschaften | Damendoppel | 1     | Suman Deodhar / Sunder Deodhar    |
| 1954   | Indien: Einzelmeisterschaften | Damendoppel | 1     | Suman Deodhar / Sunder Patwardhan |